# فرودگاه کرکی

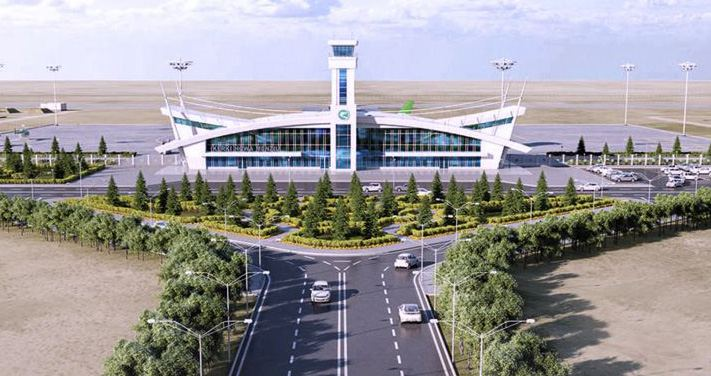
نمایی از سالن و باند پرواز فرودگاه کرکی ، شهر کرکوه ترکمنستان

فرودگاه کرکی (به انگلیسی: Kerki Airport) (به زبان بومی: Kerkiçi Airport) یک فرودگاه همگانی است که یک باند فرود آسفالت دارد و طول باند آن ۱۴۹۷ متر است. این فرودگاه در شهر کرکوه کشور ترکمنستان قرار دارد و در ارتفاع ۲۳۵ متری از سطح دریا واقع شده‌است.